# بتزا
بتزا (به لاتین: Beteza) یک منطقهٔ مسکونی در ماداگاسکار است که در Bekily District واقع شده‌است.
 بتزا  ۷٬۰۰۰ نفر جمعیت دارد و ۳۰۹ متر بالاتر از سطح دریا واقع شده‌است.